# Ernest Hamel
Pour les articles homonymes, voir Hamel.
Louis Ernest Hamel, né le 2 juillet 1826 à Paris et mort le 6 janvier 1898 dans la même ville, est un avocat, écrivain, historien et homme politique français. Il est surtout connu comme biographe de Maximilien de Robespierre.

## Biographie
D'origine picarde et arrière-petit-neveu du grammairien Charles François Lhomond, il suit des études au lycée Henri-IV, entre 1835 et 1845, puis en faculté de droit, entre 1845 et 1848, avant de s'inscrire au barreau de Paris. Toutefois, passionné par les lettres et l'histoire, il abandonne le barreau pour les recherches et la littérature. Après Les Derniers chants, un recueil de poésies, en 1851, et divers travaux historiques (Étienne Marcel, Le Duc de Guise et Histoire de Marie Tudor), il se tourne vers l'histoire de la Révolution française et de l'époque contemporaine. Son œuvre abondante, qui comprend une Histoire de Saint-Just, une Histoire de Robespierre, Thermidor, un Précis de l'histoire de la Révolution, La République sous le Directoire et le Consulat, Le Premier Empire, La Restauration et Le Second Empire, lui vaut d'être nommé vice-président, président puis président honoraire de la Société des gens de lettres.
Professant des idées républicaines et démocratiques et manifestant sa sympathie à l'égard des révolutionnaires, il se heurte à la censure du gouvernement de Napoléon III, qui fait saisir et mettre au pilon son Histoire de Saint-Just (1859) – rééditée à Bruxelles en 1860 – et menace de poursuites son Histoire de Robespierre (1865). Se lançant dans le journalisme, il écrit dans plusieurs journaux d'opposition: le Courrier du dimanche, le Siècle, L'Opinion nationale, la Presse libre, la Réforme ou la Revue contemporaine. Le 27 octobre 1876, il fonde avec Louis Blanc l'Homme libre, journal dont il devient directeur politique en 1877 et qui disparaît au bout de quelques mois.
Par ailleurs, il se présente à plusieurs reprises aux élections, mais il est à chaque fois battu. Candidat dans la circonscription de Péronne, dans la Somme, en 1857, il s'incline le 22 juin face au candidat officiel, le Dr. Conneau, médecin de Napoléon III, avec 2 306 voix sur 23 186 votants et 31 000 inscrits, contre 16 557 voix pour son adversaire. Le 1er juin 1863, il recueille 4 608 voix sur 25 079 votants et 31 112 inscrits, contre 20 355 voix pour le candidat bonapartiste, au terme d'une campagne qu'il a axé sur l'abolition de la loi de sûreté générale, l'instruction gratuite et obligatoire, les franchises municipales et la liberté de la presse et de réunion, mais il n'est pas élu.
Pendant la guerre franco-allemande (1870), il sert comme soldat dans un bataillon de francs-tireurs et dans la garde nationale parisienne.
Après la proclamation de la République, il se présente dans la Somme aux élections du 8 février 1871 sur la liste républicaine, mais n'obtient pas le nombre suffisant de voix (sur 123 345 votants et 167 374 inscrits) pour être élu, neuf des onze sièges du département étant remportés par la liste conservatrice. En revanche, il est élu au Conseil général de la Somme dans le canton de Moreuil, siège qu'il occupe jusqu'en 1876. De nouveau battu aux élections du 20 février 1876 dans la circonscription de Montdidier avec 7 370 voix (sur 16 383 votants et 19 339 inscrits) contre 8 737 au candidat de centre-gauche, Gustave-Louis Jametel, il quitte la Somme et se fait élire conseiller municipal dans le XIIe arrondissement de Paris de 1878 à 1887. Puis il devient maire de Richebourg, près de Houdan, dont il achète le château à la famille Dufresne en 1880. À sa mort, il passe à son fils, Édouard, également maire de la commune.
Candidat lors d'une élection sénatoriale partielle organisée en Seine-et-Oise le 10 janvier 1892 après le décès d'Hippolyte Maze, c'est Alphonse Chodron de Courcel qui l'emporte dès le premier tour de scrutin par 722 voix sur 1 325 votants. Après cet échec, il est élu le 9 octobre suivant en remplacement de Léon Journault, sénateur de Seine-et-Oise, avec 746 voix sur 1 347 suffrages exprimés.
Inscrit aux groupes de l'Union républicaine et de la Gauche républicaine puis au groupe républicain radical, il intervient au Sénat dans des domaines très divers et participe aux travaux de nombreuses commissions. En particulier, il préside la commission artistique et littéraire.
Il meurt à Paris le 6 janvier 1898, à l'âge de 71 ans. Ses obsèques civiles ont lieu le 9 janvier au cimetière du Père-Lachaise,, (division 63).

## Famille
Son épouse, Mathilde Marie Élisabeth Huber, née à Paris le 31 août 1840 et morte dans la même ville le 25 février 1897.
Son fils, Christian Marie Édouard Hamel, né à Paris le 20 septembre 1864 et mort à Pau le 27 janvier 1922, est un industriel, maire de Richebourg, chevalier de la Légion d'honneur et du Mérite agricole.
Sa fille, Louise, se marie avec Paul Maitrot de Varenne (1852-1933), préfet du Gard (1900-1909), avec lequel elle a une fille, Laurence Maitrot de Varenne (1902-1985).

## Œuvres

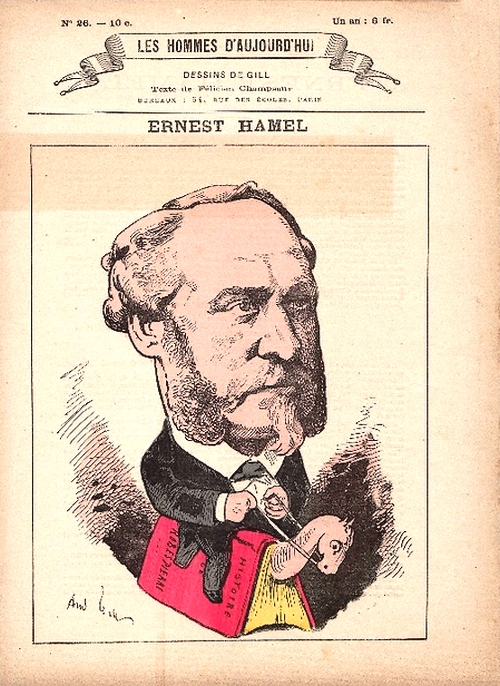
Ernest Hamel caricaturé par André Gill dans le périodique Les Hommes d'aujourd'hui (1879).

- La Liberté, hymne au peuple français, Paris, Imprimerie de J. Frey, 1848, II-16 p.
- Concours pour l'auditorat au Conseil d'État. Du Système de revenus publics adopté par l'Assemblée constituante de 1789, et du système de revenus publics tel qu'il existait au 1er janvier 1848. Thèse par Ernest Hamel, Paris, Imprimerie de Lacour, 1849, 30 p.
- Derniers chants, Paris, Garnier frères, 1851, 306 p.
- Les Principes de 1789 et les titres de noblesse, Paris, Ledoyen, 1858, 63 pages, lire en ligne, disponible sur Google Books
- Histoire de Saint-Just député à la Convention nationale, Paris, Poulet-Malassis et de Broise, 1859, 628 pages, tomes 1 et 2, lire en ligne sur Gallica (rééd. Méline, Cans, Bruxelles, 1860)
- Lhomond et sa statue, Paris, E. Dentu, 1860, 36 p.
- Victor Hugo, Paris, Imprimerie de L. Tinterlin, 1860, 35 p.
- Marie la Sanglante, histoire de la grande réaction catholique sous Marie Tudor, précédée d'un Essai sur la chute du catholicisme en Angleterre, Paris, Poulet-Malassis, 1862, 2 vol. tome 1, disponible sur Google Books
- Histoire de Robespierre: d'après des papiers de famille, les sources originales et des documents entièrement inédits, Paris, A. Lacroix, Verboeckhoven et Cie, 1865-1867, 3 vol. (rééd. Paris, Cinqualbre puis librairie de L'écho de la Sorbonne, 1878, 3 vol., et Paris, Ledrappier, 1987, 3 tomes en 2 vol.), tomes 1, 2 et 3, disponible sur Google Books
- La Statue de J.-J. Rousseau, A. Faure, 1868, 362 pages, lire en ligne, disponible sur Google Books
- M. Michelet historien, Paris, E. Dentu, 1869, 28 pages
- Histoire de France depuis la Révolution jusqu'à la chute du second Empire, Paris, Pagnerre, 1870-1891, 7 vol., comprenant:
  - Précis de l'histoire de la révolution française, Pagnerre, 1870, 559 pages
  - Histoire de la République française sous le Directoire et sous le Consulat faisant suite au Précis de l'histoire de la Révolution 1872
  - Histoire du Premier Empire : faisant suite à l'histoire de la République sous le Directoire et le Consulat, Paris, E. Dentu, 1882, VIII-828 pages, lire en ligne, lire en ligne sur Gallica
  - Histoire de la restauration : faisant suite à l'Histoire du premier empire, avril 1814-juillet 1830, Flammarion, 1887
  - Histoire de règne de Louis-Philippe: faisant suite à l'histoire de la Restauration, juillet 1830-février 1848, Jouvet, 1889-1890, 2 vol.
  - Histoire de la seconde République, faisant suite à l'Histoire du règne de Louis-Philippe. Février 1848-Décembre 1851, 1891
- Lettre sur l'instruction primaire et les instituteurs, Amiens, Progrès de la Somme, 1872, 23 pages
- Les Origines de la Révolution, Paris, Librairie de la Bibliothèque nationale, 1872, 191 p.
- Histoire des deux conspirations du général Malet, Librairie de la Société des Gens de Lettres, 1873, X-310 pages
- Histoire illustrée du second Empire, précédée des événements de 1848 à 1852, Paris, Degorce-Cadot, 1873-1874, 3 tomes en 2 vol.
- Souvenirs de l'homme libre. La politique républicaine, E. Dentu, 1878, 336 pages, lire en ligne, lire en ligne sur Gallica
- Thermidor : d'après les sources originales et les documents authentiques, avec un portrait de Robespierre gravé sur acier, Paris, Flammarion, 1891, 363 pages, lire en ligne, lire en ligne sur Gallica
- La Maison de Robespierre, Paris, A. Charles, 1895, 32 pages
- Euloge Schneider, Paris, H. Champion, 1898, 60 pages

## Source
- « Ernest Hamel », dans le Dictionnaire des parlementaires français (1889-1940), sous la direction de Jean Jolly, PUF, 1960 [détail de l’édition]